# 米勒縣 (阿肯色州)
米勒县（英語：Miller County）是美国阿肯色州西南部的一個縣，西鄰德克萨斯州，南鄰路易斯安那州，面積1,651平方公里。根據2020年美國人口普查，共有人口42,600人。縣治德克薩卡納（Texarkana）。該縣成立於1820年4月1日，1838年被廢除，1878年12月重立；縣名紀念首任阿肯色州州長詹姆斯·米勒。